# 沈一鳴
沈一鳴（1957年3月30日—2020年1月2日），中華民國空軍一級上將、美國空軍戰爭學院戰略碩士，籍貫江苏省宜兴市，生於臺北市士林區，曾任參謀總長、國防部副部長、空軍司令、國防部常務次長、空作部指揮官等職，從軍前畢業於大直國小、臺北市立永春高級中學，曾远赴中东北葉門及沙烏地阿拉伯王國參與大漠計畫，也是幻象2000戰鬥機交機第一批種子教官之首席試飛官、領隊（參與飛龍計畫當中，以中校階級成為赴法国受訓軍階最高的重要關鍵幹部之一），担任上校時曾赴美國空軍戰爭學院攻讀碩士，為中華民國國軍留美將領之一。中華民國空軍軍官學校60期（1979年班，民國68年班）正期班第一名畢業，也畢業於三軍大學（今國防大學）空軍指參學院1992年班（民國81年班）、美國空軍戰爭學院2002年班深造經驗、美國空軍戰爭學院戰略碩士。2019年6月27日，調任國防部參謀本部參謀總長，7月1日生效。2020年1月2日，在UH-60M黑鷹直升機墜毀事故中殉職罹難，是中華民國國軍有史以來因公殉職的最高層級軍事首長。隔日，總統蔡英文追晉沈一鳴為一級上將、追贈青天白日勳章，總統蔡英文通令全國軍事單位降半旗三日以示哀悼。

## 生平

### 早年
沈一鳴一家人原住臺北市泉州街，父母均為瘖啞人士，父親是美軍顧問團建築工程師，因工作關係全家搬到大直的眷村，老家舊址即現今「0102紀念專區」之處。父親1969年因猛爆性肝炎而早逝後，沈一鳴曾與弟、妹由二姑姑帶往琉球生活就學，當時打下英文基礎，之後回臺灣與母親輾轉遷往臺中、高雄，最後才回臺北。身為長子的沈一鳴高中時考取建國中學，為減輕母親扶養弟妹的負擔，才捨棄就讀建中的機會投筆從戎，1972年8月底屏東縣東港鎮入伍，進入空军幼年学校（今整編入中正國防幹部預備學校）。

### 空軍官校60期
1975年，沈一鳴進入空軍官校就讀，並在1979年以第一名的成績畢業於第60期（1979年班，民國68年班），同期同學有：前國防大學校長吳萬教二級上將（現已轉任總統府戰略顧問）、以及與沈一鳴同樣是美國空軍戰爭學院畢業的前空軍官校校長、現任中科院董事兼顧問柯文安中將等人。

### 大漠計畫
沈一鳴官校畢業後，於1980年代受中華民國空軍的派遣，作為大漠計畫第八梯次成員至沙烏地阿拉伯王國擔任教官，協助葉門阿拉伯共和國（即北葉門）建立空軍機隊，以免北葉門赤化。

### 幻象2000戰鬥機接機回臺關鍵人物
1998年4月15日，中華民國空軍正式成立第一支幻象2000-5戰機中隊，並在空軍新竹基地499聯隊長葛光越少將、11大隊大隊長林清添上校、測戰中心主任沈一鳴中校、41中隊中隊長呂樂生中校等人組成專案小組，持續測試從法國新購MICA中程主動導引空對空飛彈性能，並於漢光演習中列為測試項目。
沈一鳴在此不只扮演高階幹部，更是中華民國空軍飛官之中，親自前往法國接受法國空軍教官指導、訓練的首批人員之一。

### 美國空軍戰爭學院2002年班
沈一鳴畢業於美國空軍戰爭學院2002年班。

### 黑鷹直升機失事

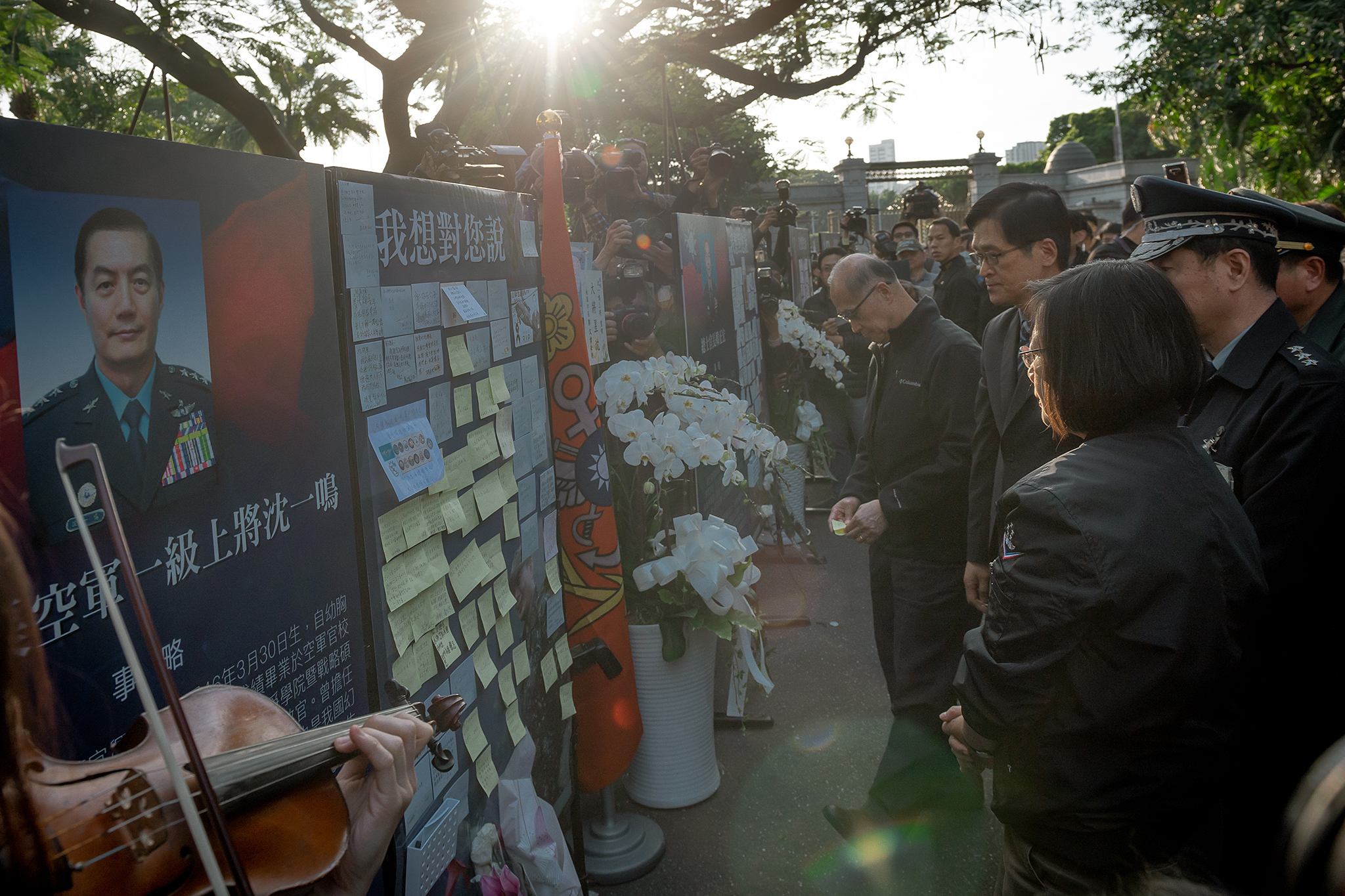
黑鷹直升機失事後，於台北賓館內替沈一鳴上將設置的追思牆

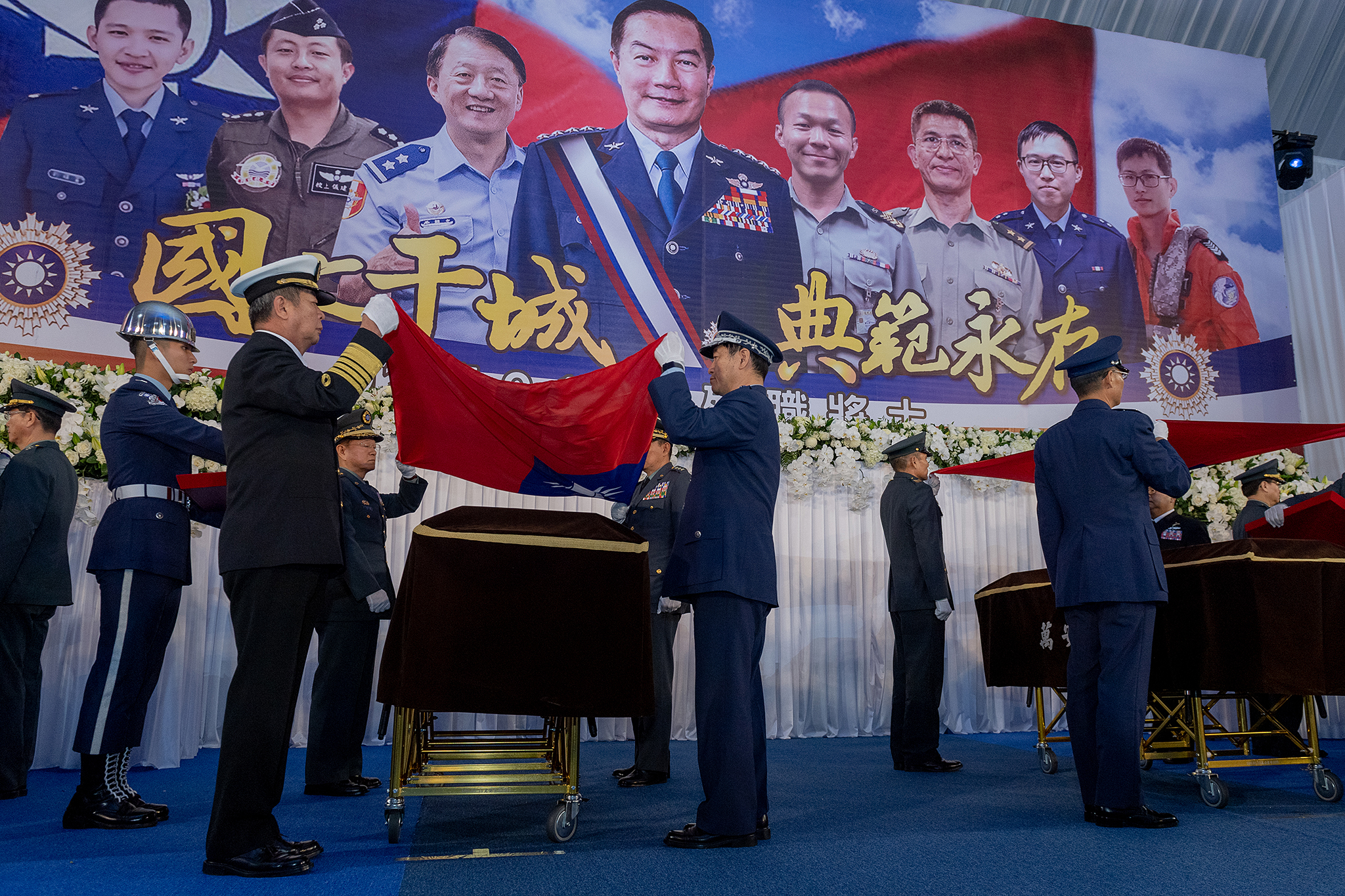
故参謀總長沈一鳴上將棺木，覆旗官由時任中華民國陸軍司令陳寶餘上將、中華民國海軍司令黃曙光上將、中華民國空軍司令熊厚基上將、中華民國國防大學校長王信龍上將擔任

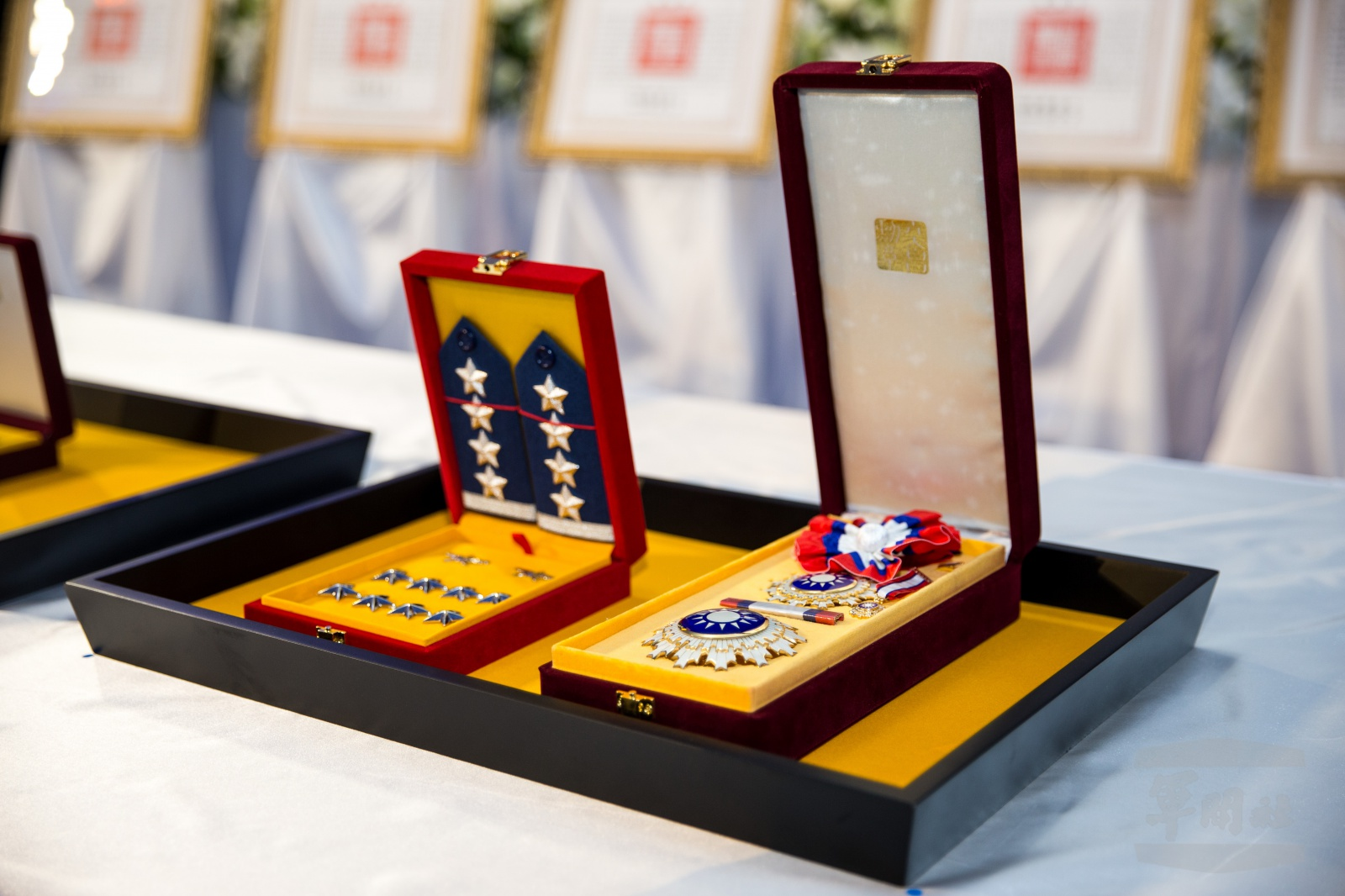

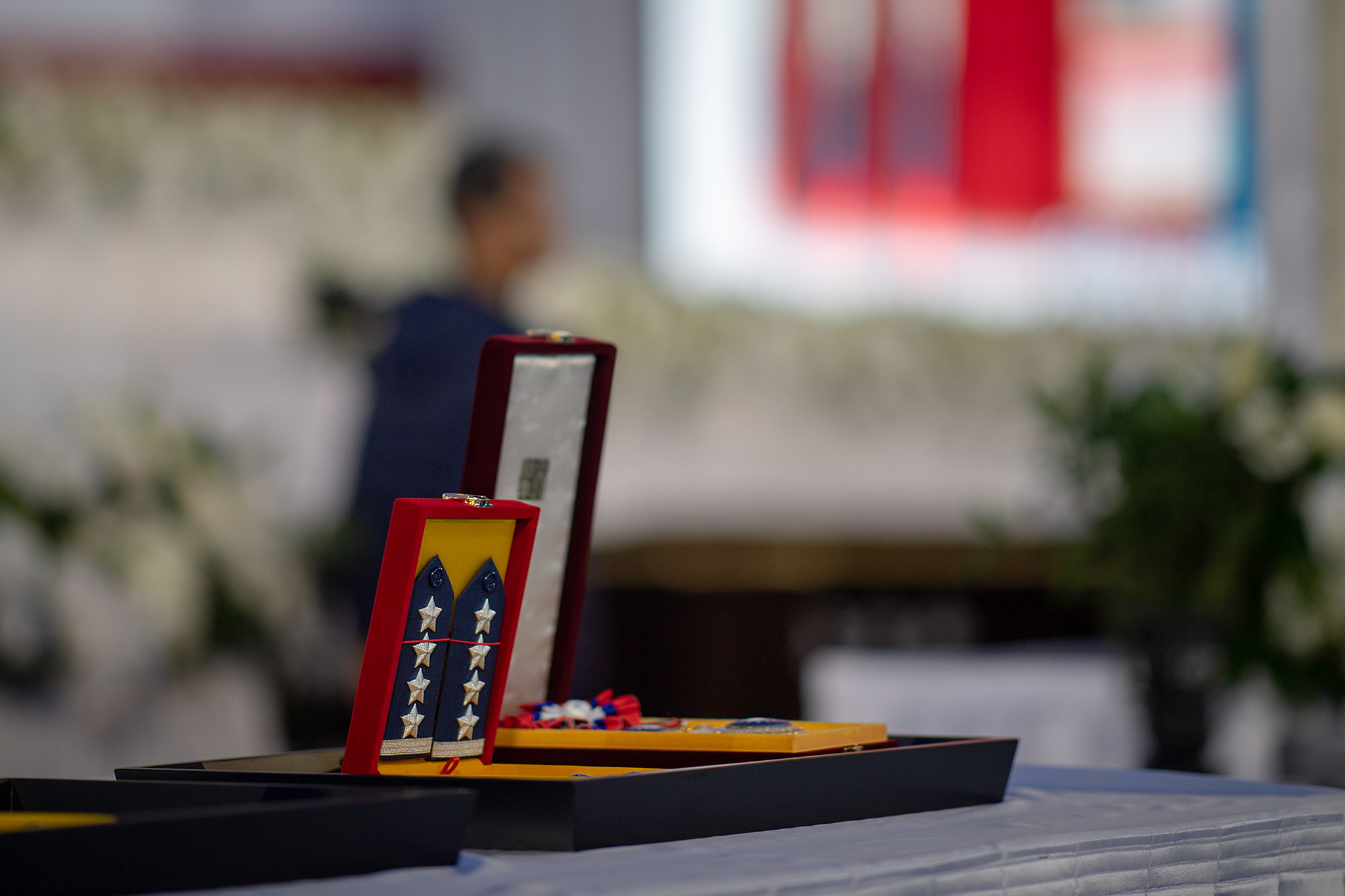
沈一鳴上將逝後，追授一級上將軍階及青天白日勳章

2020年1月2日，沈一鳴搭乘空軍救護隊編號933UH-60M黑鷹直升機，上午7點50分從空軍松山基地指揮部起飛，與多名將領、軍士官前往宜蘭縣東澳山區進行春節慰勉。上午8點7分，光點自雷達幕上消失，因不明原因失事新北市烏來山區。中華民國國軍、新北市政府警察局、新北市政府消防局、基隆市消防局、宜蘭縣政府消防局皆立即派遣官兵、警察、消防隊員上山搜救。上午10點50分，國防部召開記者會，證實直升機在烏來桶後溪谷迫降。下午國防部再度召開記者會，證實機上13人有5位獲救，8位罹難，沈一鳴將軍殉職。蔡英文總統核定於1月4、5日開放台北賓館，作為沈一鳴上將等八位殉職人員之追思會場，開放後弔唁人潮眾多。
此外，在沈一鳴上將任職期間對台從事防務合作交流的美國，軍政各界亦對其殉職一事致哀。美軍方面以最高軍職參謀長聯席會議主席馬克·陸軍四星上將為首發布聲明，表示「代表美軍男女官兵，向臺灣軍方就沈將軍及其餘7位罹難者在直升機事故中的慘痛殞落表示哀悼」，並稱其為「卓越的領袖」、「台灣防務和區域安全的支持者」；美國在台協會亦代表美國，發文表示美方對「造成包括參謀總長沈一鳴將軍在內等八名人員不幸罹難的直升機墜毀事件深感哀慟」，並表示「許多過去和目前仍在美國在台協會服務的同仁，都曾經與沈參謀總長及其他罹難同仁共事愉快，一同致力促進美台的安全合作」，該協會並於事發隔日將台北內湖新館的美國國旗降半旗致哀。
1月13日，國防部為殉難將士辦理移靈儀式，由三軍總醫院出發，沿途行經成功路二段至三段、文德路、內湖路一段、北安路、國防部（停留30秒）、空軍司令部、海軍司令部、中山北路、民族東路、復興北路、民權東路，最後抵達空軍松指部，路線全長約13公里，採「慢速引導」並規劃37個致敬點供官兵代表及民眾致意。車隊行經國防部時，由蔡英文總統率領國防部長嚴德發、前國防部長馮世寬、國家安全會議秘書長李大維與全體官兵在門口親自迎接車隊向殉職將士告別、致悼念緬懷之意，這是1988年蔣經國總統逝世後，中華民國政府再度於台北市區舉辦如此隆重的移柩追思儀式。
1月14日，國防部在空軍松山基地指揮部舉辦「英勇殉職將士聯合公奠」，由總統蔡英文親自主持，進行追頒追晉、頒贈褒揚令、播放追思影片、覆國旗榮典、公奠禮、收旗暨贈旗、啟靈、施放禮砲等儀式，儀式結束後，數架UH-60M黑鷹直升機及幻象2000戰鬥機進行「追思致敬」隊形編隊衝場，向殉職人員致敬。總統蔡英文、副總統陳建仁與行政院長蘇貞昌等人出席致意；蔡英文總統同時公佈行政院核定了沈一鳴總長、韓正宏士官長生前大力推動新增「空降特戰加給」、「飛行軍官續服獎金」、「士官長專業加給」三項國軍官兵加給方案。

## 榮譽

### 中华民国勋章奖章
- 四等雲麾勳章
- 忠勤勳章
- 光华乙种二等奖章
- 二等云麾勋章（2018年3月1日于台北忠勇营区颁授[27]）
- 二等宝鼎勋章（2019年7月1日于台北博爱营区颁授[28]）
- 青天白日勳章

### 褒揚令
國防部參謀總長、空軍一級上將沈一鳴，勁節剛耿，英逸瑋博。少歲蘊發奇抱，矢志凌雲壯心，卒業空軍軍官學校，復獲美國空軍戰爭學院戰略碩士學位，刻砥淬琢，奮翅鼓翼。馳騁軍旅期間，膺選幻象種子教官，傳承飛航偵候材技；參預大漠計畫執行，協濟葉門籌組機隊，鐵中錚錚，幹捷槃才。歷任空軍作戰指揮部指揮官、國防部副參謀總長暨常務次長、空軍司令、國防部副部長等要職，優化空軍整體效能，精進飛安禦衛演訓；推展多元戎務交流，厚植軍方涉外專責，前瞻卓越，謹始慮終。尤以洊升參謀總長任內，掌理布防建置需求，律定作戰序列方策；督導部隊警戒操練，落實資源有效分配，治兵繕甲，創新運帷；偉略諏諮，樞垣重寄，曾獲頒雲麾、寶鼎、光華等四十餘座勳獎章功譽。詎意民國一○九年一月二日，搭機奔赴宜蘭東澳嶺，躬蹈春節戰備視導慰勉，未料迫降失事，迺不幸捐軀殉職。嗣獲追晉空軍一級上將暨追頒青天白日勳章殊榮，儒將干城，筧橋遺風；懋烈聲猷，允為世範。應予明令褒揚，用表忠藎，而昭來茲。

總　　　統　蔡英文　　　　

行政院院長　蘇貞昌　　　　

## 紀念
- 神武英靈紀念碑(2020)︰新北市坪林區大林里、烏來區孝義里與宜蘭縣礁溪鄉匏崙村交界烘爐地山殉職地
- 0102殉職將士紀念專區(2020)：臺北市中山區劍潭里北安路409號 國防部2020.3.29於大直博愛營區門口旁設立

## 外部連結
- 维基共享资源上的相關多媒體資源：沈一鳴

| 军职           | 军职                                                         | 军职                               |
| -------------- | ------------------------------------------------------------ | ---------------------------------- |
| 中華民國國防部 |                                                              |                                    |
| 前任： 李喜明  | 參謀總長 第二十七任 2019年7月1日－2020年1月2日               | 繼任： 劉志斌（代理） 正任：黃曙光 |
| 前任： 蒲澤春  | 中華民國國防部軍政副部長 第十二任 2018年3月1日—2019年6月30日 | 繼任： 張哲平                      |
| 前任： 劉震武  | 空軍司令 第六任 2015年1月31日－2018年3月1日                  | 繼任： 張哲平                      |